# Adenia schweinfurthii
Adenia schweinfurthii là một loài thực vật có hoa trong họ Lạc tiên. Loài này được Engl. mô tả khoa học đầu tiên năm 1891.